# لويس روس
لويس روس هو سياسي كندي، ولد في 1825، وتوفي في 20 سبتمبر 1882. نشط حزبياً في الحزب الليبرالي الكندي. وقد انتخب عضو مجلس العموم الكندي.